# Dama con scoiattolo e storno
La  Dama con scoiattolo e storno di Hans Holbein il Giovane è un dipinto ad olio su tavola (56x38.8cm) di Hans Holbein il Giovane, databile tra il 1526 ed il 1528 e conservato nella National Gallery di Londra.

## Storia
Il soggetto è ritenuto essere be Anne Lovell, moglie di sir Francis Lovell (m. 1551), scudiero di Enrico VIII d'Inghilterra. Anne (nata Ashby) era moglie del proprietario terriero del Norfolk, Sir Francis Lovell. Questi era nipote ed erede di sir Thomas Lovell, cavaliere dell'Ordine della Giarrettiera, che aveva combattuto nella battaglia di Bosworth Field. Thomas prestò servizio come speaker della Camera dei Comuni, segretario del tesoro e cancelliere dello Scacchiere.
Holbein dipinse questo ritratto durante la sua prima permanenza in Inghilterra, che perdurò dall'estate del 1526 all'estate del 1528. David J. King suggerisce che potrebbe essere stato realizzato in inverno dal momento che il soggetto indossa un cappuccio con paraorecchie di lana. Durante la sua prima permanenza in Inghilterra, Holbein lavorò alacremente per il circolo di Thomas More e delle persone a lui collegate: il suo disegno di Margaret Giggs mostra il medesimo tipo di cappello. Holbein dipinse anche i ritratti di Sir Henry Guildford e Mary, Lady Guildford, con un simile apparato decorativo di sfondo.
Lo storico dell'arte John Rowlands ha giudicato quest'opera come il "più bello tra i ritratti della prima permanenza di Holbein in Inghilterra".
Il ritratto si trovava a Houghton Hall dal 1761 ma venne acquistato dalla National Gallery nel 1992 col contributo del National Heritage Memorial Fund, il fondo artistico istituito da John Paul Getty Jr..

### Identificazione

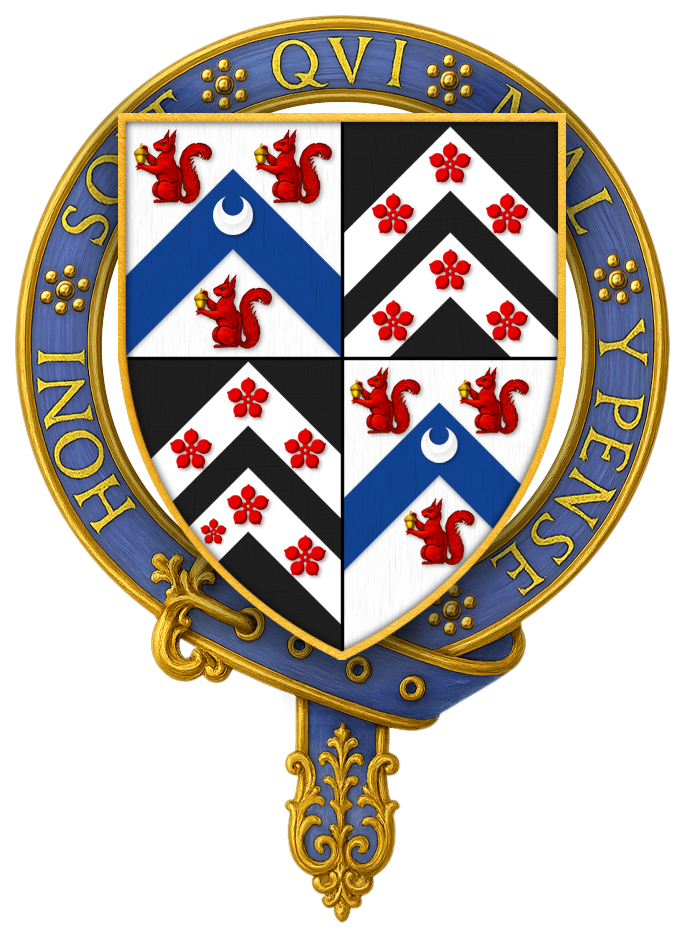
Stemma di sir Thomas Lovell, cavaliere dell'Ordine della Giarrettiera, che include degli scoiattoli rossi

L'evidenza dell'identificazione del personaggio con Anne Lovell venne sollevata per la prima volta dallo storico esperto di vetrate istoriate David J. King mentre studiava le finestre della chiesa parrocchiale di East Harling, Norfolk, sede della famiglia Lovell. King notò come lo stemma della famiglia Lovell dipinto sulla vetrata includesse degli scoiattoli. Quella dello storno era una figura diffusa nell'area dove la famiglia viveva ed inoltre il luogo all'epoca era detto Estharlyng, molto simile alla parola starling che significa appunto storno in inglese.

## Descrizione
Il dipinto mostra una giovane donna vestita pudicamente seduta, attorniata da uno sfondo blu che porta in grembo uno scoiattolo alla catena mentre mangia una noce; uno storno siede su un ramo dell'albero di fico sullo sfondo e punta il suo becco al suo orecchio destro.